# Boss Fight Entertainment
Boss Fight Entertainment é uma empresa de desenvolvimento de jogos eletrônicos com sede em Allen, Texas, com um segundo estúdio em Austin, Texas. A Boss Fight foi formada por ex-funcionários da Zynga Dallas e da Ensemble Studios em junho de 2013.

## História
A Boss Fight Entertainment foi fundada por David Rippy, Scott Winsett e Bill Jackson após o fechamento da Zynga Dallas em junho de 2013.
Em setembro de 2014, Boss Fight anunciou que estava trabalhando em um jogo chamado Dungeon Boss. A Big Fish Games foi anunciada como publicadora de Dungeon Boss em março de 2014.
Em maio de 2015, o ex-diretor da Amazon Game Studios Dave Luehmann se juntou à Boss Fight Entertainment como vice-presidente de produção. Em junho de 2015, Greg Costikyan juntou-se a Boss Fight como designer de jogos sênior. A Boss Fight abriu um escritório em Austin, Texas, em julho de 2015.

## Jogos
| Título       | Data de lançamento    | Plataforma(s) | Gênero           |
| ------------ | --------------------- | ------------- | ---------------- |
| Dungeon Boss | 7 de setembro de 2015 | iOS Android   | RPG colecionável |

## Escritório

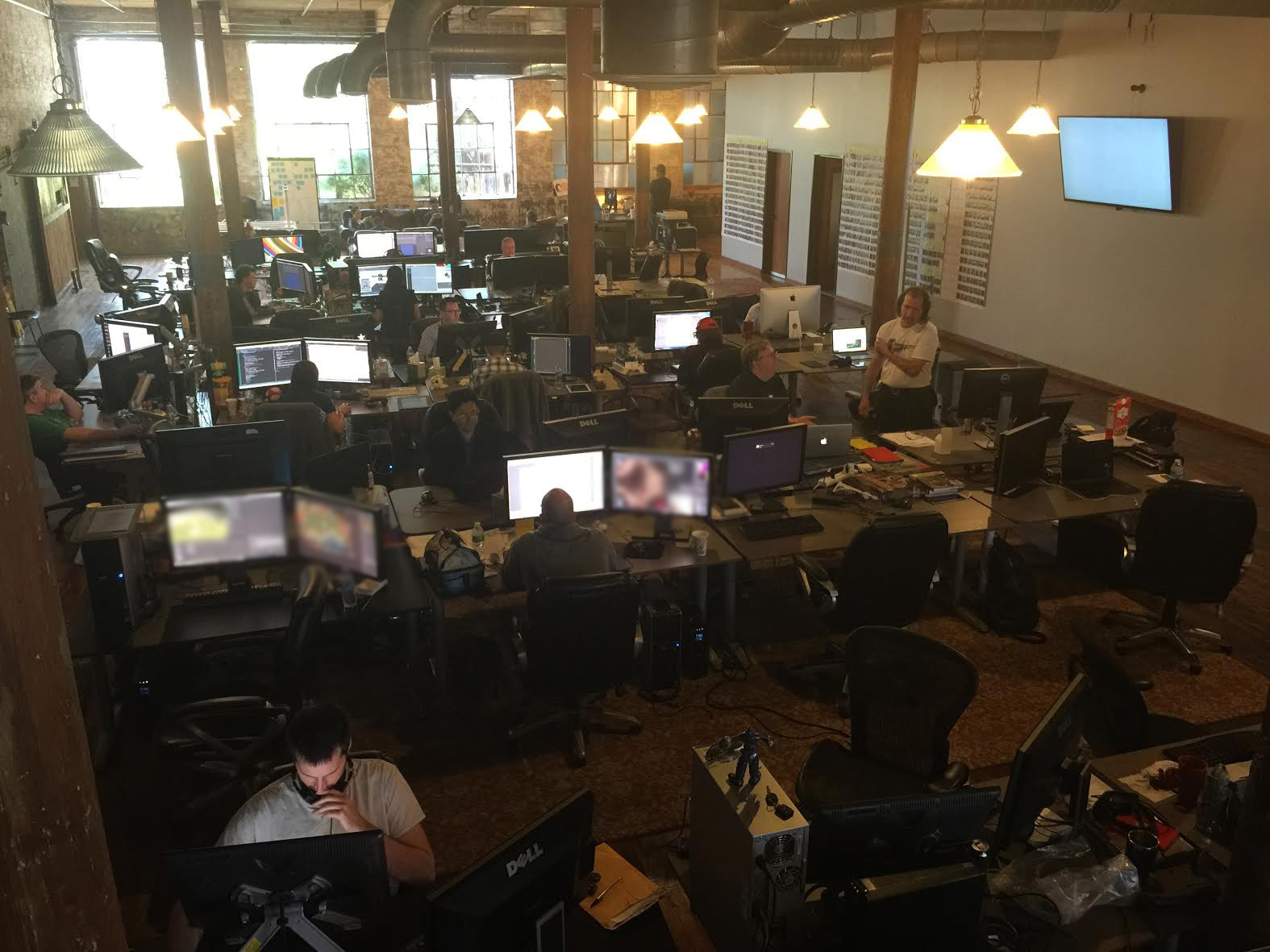
Escritório mckinney

O escritório McKinney da Boss Fight foi inicialmente localizado numa fábrica de algodão recentemente renovada, que está listada no Registro Nacional de Locais Históricos no Condado de Collin, Texas. Sua nova sede está localizada em Allen, ao norte do distrito de Watters Shopping.
O escritório da Boss Fight em Austin está localizado na parte noroeste de Austin, em uma área conhecida como corredor de alta tecnologia.